# El Diario Médico
El Diario Médico es una publicación mensual uruguaya fundada en noviembre de 1997, en la ciudad de Florida.
Dedicado al ámbito de la medicina general en Uruguay, la distribución es gratuita. El director y coordinador general es el profesor Elbio Álvarez. Su lema es "Salud hoy". 
El Ministerio de Salud Pública de Uruguay, la Facultad de Medicina de la Universidad de la República, el Sindicato Médico del Uruguay y la Federación Médica del Interior, tienen cada uno un espacio que les ha sido cedido desde la fundación de la publicación.